# Canto Nacional
Canto Nacional é o segundo álbum de estúdio do grupo brasileiro de samba Sensação, lançado em 1994 pelo selo independente Chic Show / Five Star.

## Faixas
Lado A
1. Paraíso (Carica/Prateado/Juninho)
2. Canto Nacional (Carica/Prateado/Luizinho SP)
3. Sacode (Carica/Prateado/Luizinho SP)
4. Coral de Anjos (Carica/Prateado/Dedé Paraíso)
5. Namor (Carica/Prateado/Reinaldinho)
6. Cheiro de Felicidade (Carica/Prateado/Luizinho SP)

Lado B
1. O Pior na Passou (Carica/Prateado)
2. Demorô (Carica/Prateado)
3. Você Me Venceu (Carica/Prateado)
4. Nosso Dia a Dia (Carica/Prateado/Luizinho SP)
5. Pedaços (Carica/Prateado)
6. Universos de Prazer (Carica/Prateado/Paquera)

## Integrantes
- Luizinho SP – banjo
- Carica – cavaquinho
- João – pandeiro
- Cogumelo – complementos de percussão
- Gazu – repique de mão, tantã
- Reinaldinho – tantã
- Marquinhos – tamborim